# Method et Red
Ne doit pas être confondu avec Method Man & Redman.
Method et Red est une série télévisée américaine en treize épisodes de 20 minutes créée par Kell Cahoon et Method Man dont seulement neuf épisodes ont été diffusés entre le 16 juin et le 15 septembre 2004 sur le réseau Fox.
Cette série est inédite dans tous les pays francophones.

## Synopsis
Method Man et Redman s'installent à Nottingshire dans le New Jersey. Dans ce quartier huppé, les deux rappeurs dénotent fortement avec le voisinage.

## Distribution
- Method Man : lui-même
- Redman : lui-même
- Anna Maria Horsford : Dorothea
- Beth Littleford : Nancy Blaford
- David Henrie : Skyler Blaford
- Jeremiah Birkett : Dupree
- Peter Jacobson : Bill Blaford
- Lahmard J. Tate : Lil' Bit

## Épisodes
1. Pilot
2. The Article
3. Well, Well, Well
4. One Tree Hill
5. Dogz
6. Kill Bill Vol.3
7. Something About Brenda
8. Neighborhood Watch
9. Chu Chu's Redemption
10. Da Shootout
11. How Momma Got Her Groove Back
12. A House Apart
13. The Methodome

## Commentaires
Les acteurs principaux sont les rappeurs Method Man et Redman. La série a été arrêtée au bout de neuf épisodes en raison des désaccords entre le duo de rappeurs et la Fox. Method Man et Redman s'en sont pris publiquement à la Fox après cela.
Fin juillet 2004, Fox met la série en pause pour cinq semaines et commande trois épisodes supplémentaires, portant à saison à seize épisodes. Deux semaines plus tard, les deux acteurs principaux refusent l'offre. Le 21 septembre, la veille avant la diffusion du dixième épisode, Fox retire la série de la programmation, laissant quatre épisodes inédits.